# Crepidium rheedei
Crepidium rheedei är en orkidéart som beskrevs av Carl Ludwig von Blume. Crepidium rheedei ingår i släktet Crepidium, och familjen orkidéer. Inga underarter finns listade i Catalogue of Life.